# Dutra DR-50

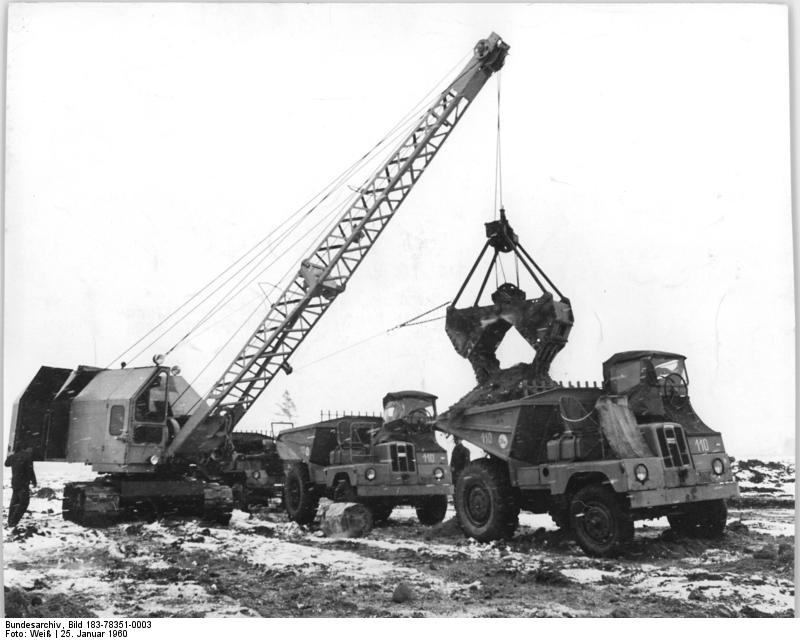
DR-50 mit leichter Wetterhaube beim Bau des Erdölverarbeitungswerkes bei Schwedt

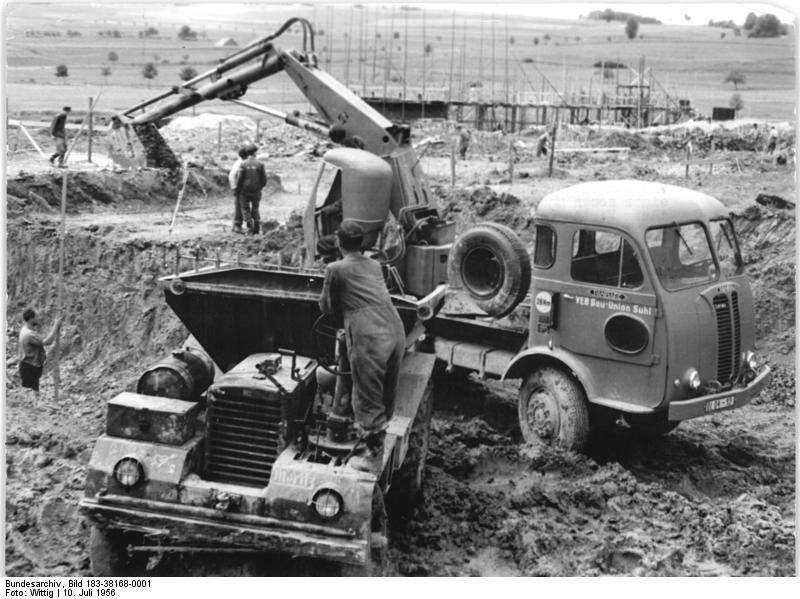
Rückwärtsfahrt mit Hilfe des zweiten Lenkrades und Fußhebelsatzes

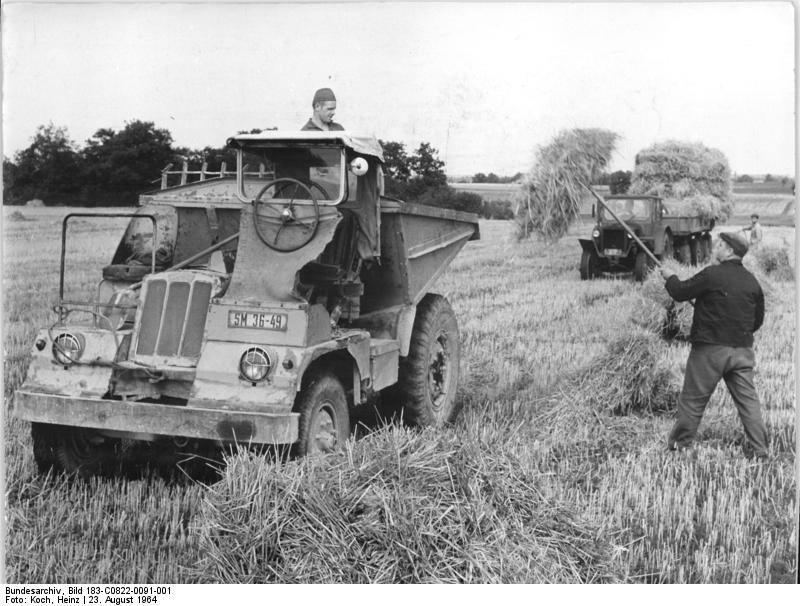
Der DR-50 im Einsatz in der Landwirtschaft

Der Dutra DR-50 war ein allradgetriebener Muldenkipper des ungarischen Herstellers „Traktorenwerk Roter Stern“ (Vörös Csillag Traktorgyár). Das Traktorenwerk Roter Stern ging aus dem 1948 verstaatlichten Budapester Zweigwerk der Englisch-Österreichisch-Ungarischen Hofherr Schrantz-Clayton Shuttleworth AG hervor.
Der Muldenkipper DR-50 wurde in der Zeit von 1956 bis 1966 gebaut und über das ungarische Außenhandelsunternehmen Mogürt vorwiegend im Raum des Rates für gegenseitige Wirtschaftshilfe (RGW) vertrieben. Das Fahrzeug war mit dem Dieselmotor Csepel D413 ausgestattet, der ein Lizenznachbau des D413 der Firma Steyr war. Über eine Zweischeiben-Trockenkupplung wurde die Kraft vom Motor über das Getriebe zur Hinterachsbrücke und an die Hinterräder geleitet. Der DR-50 ist auf der Grundlage des Fahrgestells eines Radtraktors entwickelt worden. Er hatte eine Lenksäule mit zwei parallel stehenden Lenkrädern und zwei miteinander verbundenen Fußhebelsätzen, der Sitz war seitlich schwenkbar. Damit sollte ein Wenden des Fahrzeuges unnötig werden, weil der Fahrer auf einfache Weise die eigene Position wechseln konnte.
Die Muldenwanne hatte ein Volumen von 3,5 m³ und wurde über Schwerkraft entleert, nachdem die Verriegelung gelöst wurde. Die Mulde wurde wieder verriegelt, indem man kurz anfuhr und scharf bremste, wodurch die Mulde in Transportstellung schnellte. Die mögliche Nutzlast konnte 6 t betragen.
Eine Weiterentwicklung war der Typ DR-50C, der mit einer hydraulischen Hebevorrichtung an der Mulde ausgestattet war, um eine vollständige Entleerung zu erleichtern. 1961 erhielt der Dumper mit der Version DR-50D eine wetterfeste Fahrerkabine, was jedoch einen Verzicht des zweiten Lenkrades und einen Fußhebelsatz notwendig machte.
Im Jahr 1966 wurde auf Basis der DR-50 der Kipper G-116 entwickelt.

## Technische Daten
- Motor: Csepel 613.15 Sechszylinder Diesel
- Hubraum: 5300 cm³
- Leistung: 37 kW bei 1500 1/min
- Anzahl der Gänge vorwärts/rückwärts: 2x3/2x1
- Länge: 4080 mm
- Breite: 2215 mm
- Höhe: 2380 mm (ohne Kabine)
- Radstand: 1950 mm
- Masse: 4950 kg
- Kraftstofftank: 92 l
- Kraftstoffverbrauch: ca. 27,5 l/100 km oder 3,32 l/Stunde
- Gesamtgewicht: 11.000 kg
- Nutzlast: 6000 kg
- Leergewicht: 4950 kg